# 언더월드 (2003년 영화)
언더월드(Underworld)는 2003년 개봉한 미국의 영화이다.

## 배역
- 케이트 베킨세일 - 셀렌
- 스콧 스피드먼 - 마이클 코빈
- 마이클 신 - 루시언
- 셰인 브롤리 - 크레이븐
- 빌 나이 - 빅터
- 어윈 레더 - 싱
- 소피아 마일스 - 에리카
- 로비 지 - 칸
- 웬트워스 밀러 - 닥터 애덤 록우드

## MBC 성우진 (2005년 4월 2일)
- 엄현정 - 셀렌(케이트 베킨세일)
- 최원형 - 미카엘(스콧 스피드먼)
- 신성호 - 루시안(마이클 신)
- 송준석 - 크라벤(셰인 브롤리)
- 김용식 - 빅토르(빌 나이)
- 권혁수
- 이병식
- 하성용
- 이원찬
- 정재헌
- 문남숙
- 김두희
- 양준건
- 류승곤
- 유상우